# Душица Радивојевић
Душица Радивојевић (1914—1994) је била југословенска гимнастичка репрезентативка, која је учествовала на Олимпијским играма 1936. у Берлину и Светском првенству 1938. у Прагу.

## Резултати
Учествовала је на Летњим олимпијским играма 1936. у Берлину у дисциплини гимнастички вишебој у екипној конкуренцији за жене. Екипу је чинило осам гимнастичарки: Душица Радивојевић, Лидија Рупник, Марта Пустишек, Олга Рајковић, Драгана Ђорђевић, Анчка Горопенко, Катарина Хрибар и Маја Вершеч. На основу збира појединачних резултата у три дисциплине, направљен је пласман у оквиру репрезентације, а шест првопласираних, од осам чланица репрезентације, такмичиле су се у другом кругу односно групној вежби. Сви резултати првог и друго дела су се сабрали и добијен је резултат и пласман екипе Југославије, која је заузела четврто место са 485,60 бодова.
Појединачни резултати Душице Радивојевић
| Дисциплина         | Бодови | Пласман |
| ------------------ | ------ | ------- |
| Прескок            | 20,20  | = 29    |
| Двовисински разбој | 20,90  | 35      |
| Греда              | 21,20  | 22      |
| Укупно             | 62,30  | 25      |

 Знак једнакости = код појединачног пласмана значи да је делила место
Овим резултатом 62,30 Душица Радивојевић је била прва у репрезентацији, па је учествовала у другом кругу - групној вежби, где се репрезентативке освојиле 115,10 бодова.
Душица Радивојевић је била члан репрезентације Југославије на Светском првенству 1938. у Прагу, када је у екипној конкуренцији освојила сребрну медаљу. Репрезентација се такмичила у саставу: Лидија Рупник, Аница Хафнер, Милена Скет, Елца Ковачић, Јелица Вацац, Марта Пустишек, Марта Подпац, Душица Радивојевић. Резултат који је репрезенрација постигла је износио 531,960 бодова.